# Gielow
Gielow est une commune rurale allemande de l'arrondissement du Plateau des lacs mecklembourgeois dans le Mecklembourg-Poméranie-Occidentale. Sa population, en diminution, était de 1 357 habitants au 31 décembre 2010.

## Géographie
Gielow se trouve à sept kilomètres au sud de Malchin. La commune englobe les territoires des villages de Gielow, Hinrichsfelde, Liepen, Christinenhof et Peenhäuser. Dans le sens de l'aiguille d'une montre en partant du nord, la commune est délimitée par les territoires des communes de Malchin, Duckow, Faulenrost, Basedow et Schwinkendorf.

## Histoire

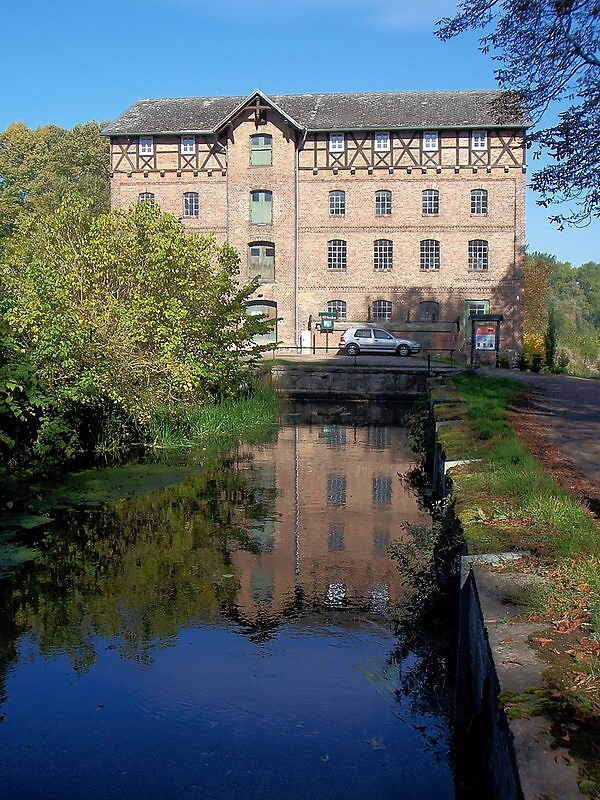
Vue du moulin de Gielow

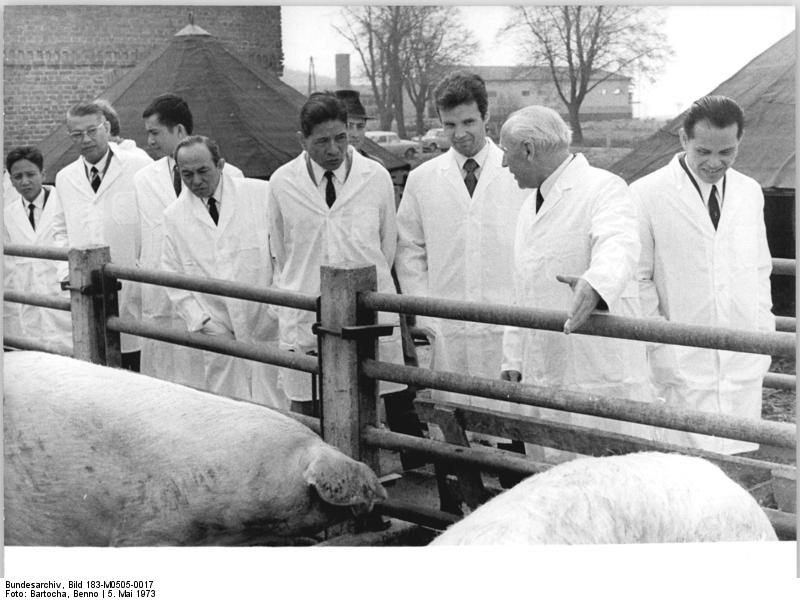
Visite d'une délégation du comité central du front patriotique du Laos à la LPG de Gielow devant un élevage de porcs en 1973

Le village est mentionné pour la première fois le 5 août 1228, lorsque Wartislaw II de Poméranie fait don du village à l'abbaye de Dargun. De 1409 à 1618, le village est sous l'influence de la famille von Maltzahn qui conclut un traité de protection du domaine avec l'abbaye de Dargun. Les droits de Gielow sont ensuite rachetés au moment de la Réforme protestante. Les lois de 1866 instituant la liberté du travail permet l'artisanat dans ce village essentiellement agricole. Il est relié par le chemin de fer en 1879 sur la ligne Malchin-Waren et connaît une période de prospérité économique, alors que l'Empire allemand connaît un essor agricole et industriel. Une laiterie ouvre en 1894 ainsi qu'une fabrique de lactose en 1899. La population compte 1 500 habitants au début du XXe siècle.
L'agriculture est collectivisée après la Seconde Guerre mondiale et la dernière ferme privée entre en 1960 dans la LPG locale (sorte de sovkhoze à l'allemande). Un combinat d'élevage de bovins est fondé en 1967. La LPG de Gielow fusionne avec la LPG de Schwinkendorf en 1974, l'agriculture devenant de plus en plus extensive, ainsi qu'avec la coopérative de plantation du district. Le jardin d'enfants d'État de Gielow est reconstruit et agrandi en 1976 et l'école en 1980. Les infrastructures agricoles sont privatisées après la réunification allemande, ainsi que la fabrique de bois et les coopératives artisanales. Les infrastructures sociales sont remises à neuf.

## Architecture et tourisme

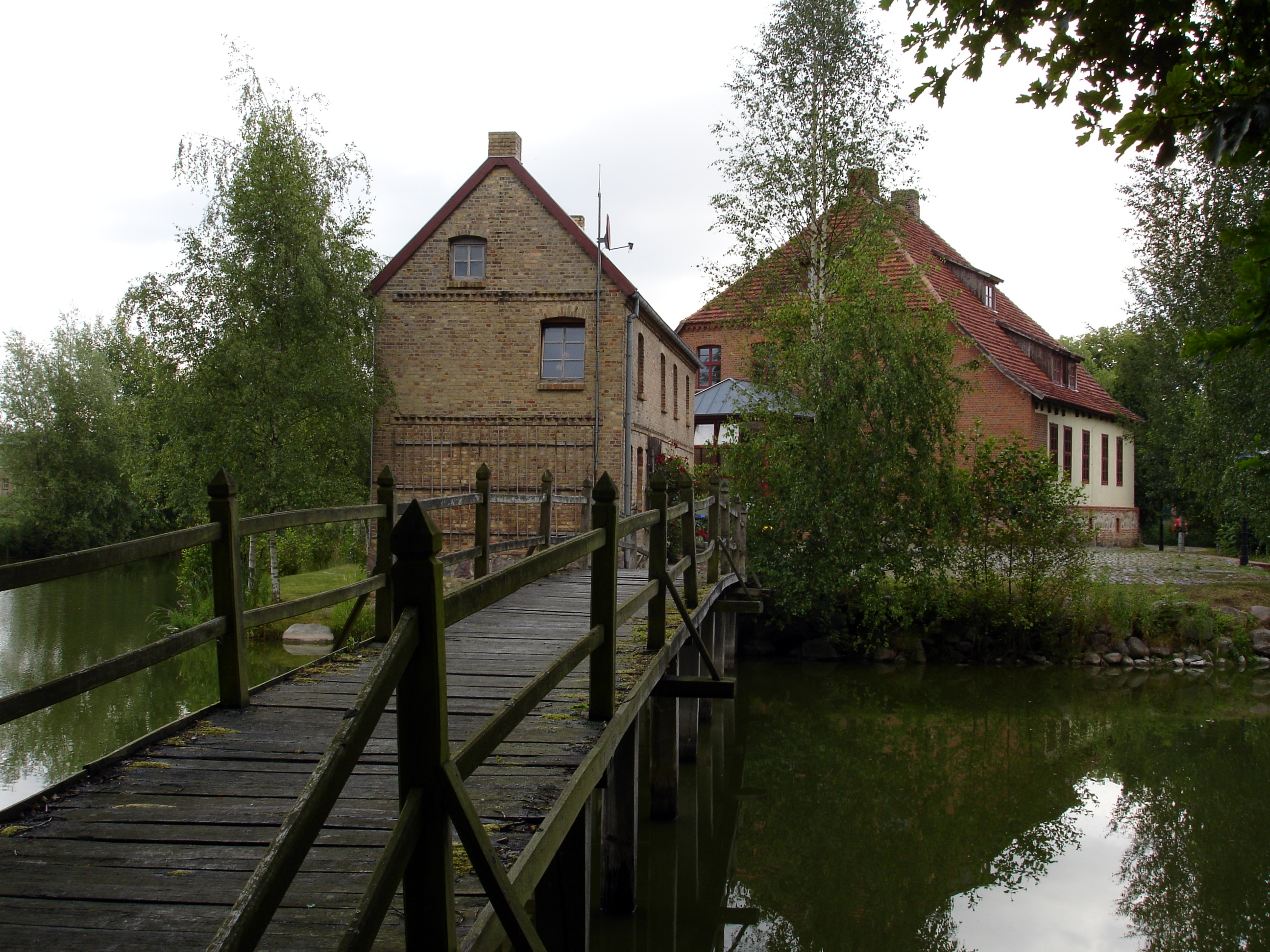
Vue de l'entrée du manoir de Liepen

- L'église de Gielow du XIVe siècle avec un clocher du XVe – XVIe siècle est agrandie en 1897-1898.
- Le moulin de Gielow reconstruit en 1872
- Le château médiéval de Liepen, entouré d'eau, tombe en ruines après la guerre de Trente Ans et un manoir est érigé à sa place en 1700
- Fermes typiquement mecklembourgeoises, notamment le petit manoir agricole de Christinenhof